# Vepris glandulosa
Vepris glandulosa är en vinruteväxtart som först beskrevs av Hoyle & Leakey, och fick sitt nu gällande namn av J.O. Kokwaro. Vepris glandulosa ingår i släktet Vepris och familjen vinruteväxter. Inga underarter finns listade i Catalogue of Life.